# Фердинанд I (король Обох Сицилій)
Фердина́нд I (італ. Ferdinando I; 12 січня 1751, Неаполь — 4 січня 1825, Неаполь) — король Неаполя під ім'ям Фердинанд IV в 1759—1806 роках, король Сицилії під ім'ям Фердинанд III в 1806—1816 роках, король Обох Сицилій з 1816 року. Син короля Іспанії Карла III і Марії Амалії Саксонської.

## Життєпис

### Дитинство

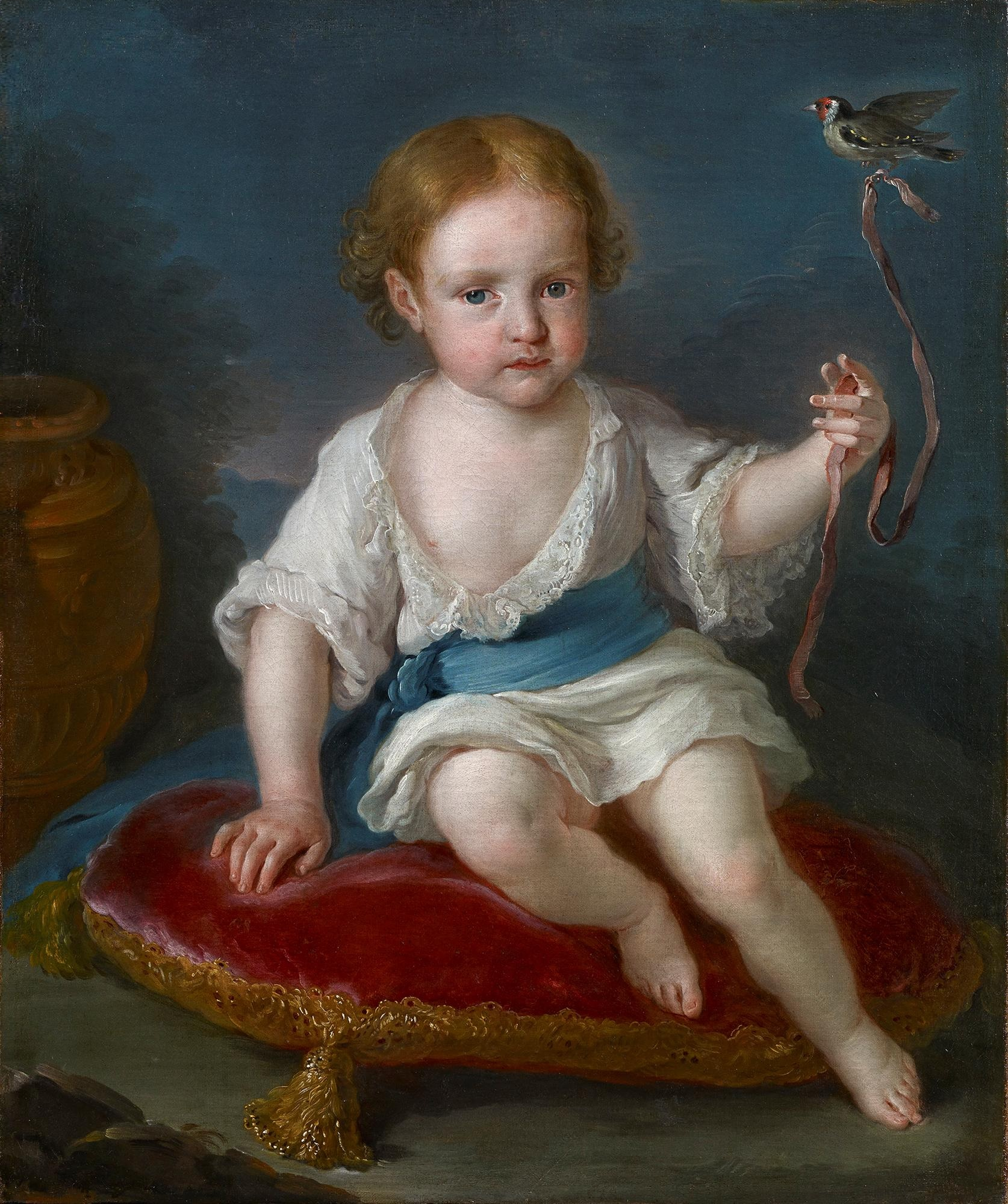
Фердинанд у 1750-х роках (портрет Франческо Ліані).

Народився 12 січня 1751 року в сім'ї монархів Неаполя і Сицилії Карла VII і Марії Амалії Саксонської. Мав дванадцятьох братів і сестер, з яких п'ять принцес померли ще до його появи на світ. З поміж престолонаслідників мав також двох старших братів — Філіпа і Карла.
1759 року іспанський король Фернандо VI помер, не залишивши нащадків. Батько Фердинанда зрікся неаполітанського престолу, щоби законним чином обійняти іспанський трон під ім'ям Карла III. Разом з королевою він виїхав до Іспанії, полишивши в Неаполі двох синів. Найстарший Філіп був розумово неповноцінним, тому його позбавили права престолонаслідування і оголосили герцогом Калабрійським. Середній, який згодом мав успадкувати іспанський трон, був оголошений герцогом Астурійським і виїхав до Іспанії разом з батьками. Таким чином малий Фердинанд залишився в Неаполі фактично сиротою.

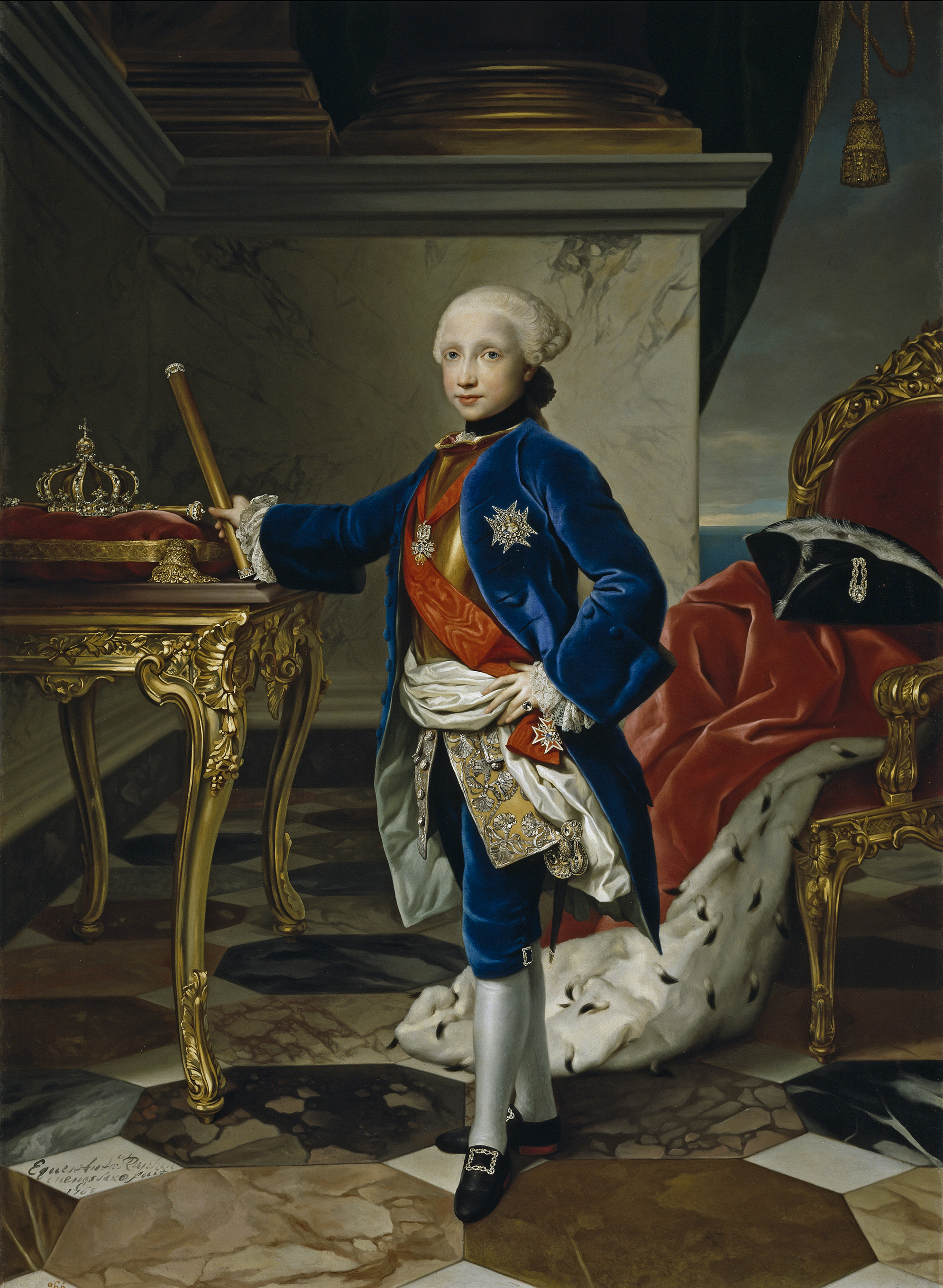
Король у дев'ятирічному віці (Антон Рафаель Менгс, 1760).

На момент від'їзду батьків хлопець був проголошений королем Неаполю під ім'ям Фердинанда IV. Посада його вихователя була виставлена на торги. В такий спосіб владна і жадібна Марія Амалія намагалася забезпечити синові найкращого вчителя, але посаду просто придбав той, у кого було більше грошей. За 30 тисяч дукатів цим наставником став князь Сан-Нікандро. Будучи неосвіченим, фанатично-релігійним і, водночас, розпусним, він зіграв непересічну роль у становленні майбутнього монарха.
Щоби зміцнити свій вплив на малолітнього короля, князь Сан-Нікандро з дозволу владолюбного регента Бернардо Тануччі віддалив від учня всіх освічених придворних і почав торгувати титулами і посадами. Навчальний процес імітували фізичні вправи, серед яких князь особливу увагу приділяв полюванню і рибалці. Сан-Нікандро намагався привчити хлопця здирати заживо шкіру з кролів, але той висловивши відразу до подібної розваги, обмежився тим, що просто гамселив їх палицею. Також малому королю подобалося «качати» на ковдрі тварин і людей. Почавши з кішок і собак, він дійшов до того, що примусив до цієї забави слуг і людей вільного стану. Після цього його батько Карл III обмежив подібні дурощі. У зрілому віці Фердинанд зберіг пристрасть до полювання і рибалки настільки, що іноді віддавав їм перевагу перед державними справами.

### Шлюб

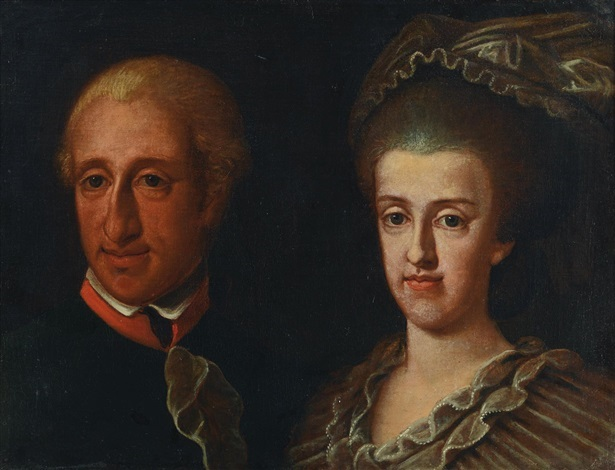
Фердинанд IV з дружиною Марією Кароліною.

1767 року юний король вступив у права керування королівством. 7 квітня 1768 року він заочно уклав договірний шлюб з австрійською ерцгерцогинею Марією Кароліною. Наречена прибула до Неаполя 12 травня того ж року і відразу розчарувались в обранцеві, знайшовши його дуже негарним (король мав великі руки, ступні і довгий ніс). Вона засмутилась ще більше, дізнавшись, що її вінценосний чоловік неписемний. Марія Кароліна стала для Фердинанда IV вчителькою, навчивши його писати і читати. Втім, король протягом усього життя зберігав нелюбов до інтелектуальних занять, а також демонстрував незнання гарних манер. Разом з тим Фердинанд I був вдячний дружині за навчання і в листах навіть у поважному віці часто звертався до неї словами «моя наставнице». Марії Кароліні вдалося завоювати і серце короля, імітуючи зацікавленість до його улюбленого дозвілля — полювання.
Відчуваючи свою розумову вищість, королева вирішила компенсувати вади чоловіка політичною діяльністю. Шлях до неї мало відкрити народження престолонаслідника, яке давало їй право засідати на Таємній (Державній) раді. Перша дитина у подружжя з'явилася лише в 1772 році — це була принцеса Марія Тереза. Принца Франциска королева народила у 1777 році. З того часу вона перебрала керування державою на себе, а лінивий, нерозумний і малодушний король усіляко потурав такому стану речей. Доходило до того, що королева почала втручатися і в його особисте життя, розпоряджаючись коханками Фердинанда I. Втім, прохолодні стосунки між подружжям не були перепоною для народження дітей. Загалом у королівської пари народилося 18 нащадків, з яких сім дожили до зрілого віку.
Згодом королева охолола до короля настільки, що мала власних коханців, не приховуючи ці зв'язки від чоловіка. При цьому Фердинанд I ніколи не виявляв ревнощів, почасти тому що був добродушним від природи, почасти тому, що відчував страх перед владною й освіченою дружиною, а також значною мірою тому, що і сам був дуже гулящим. За його наказом в мисливських угіддях облаштували будиночки, в кожному з яких розпоряджалася «господиня». На цю роль обирали молодих і вродливих селянок, яких часто міняли, аби королю не потрапляли на очі одні й ті ж дівчата. 1778 року Фердинанд I звернув увагу на комуну Сан-Леучо при шовкоткацькій фабриці. Надавши їй ряд пільг, збудувавши в селі школу, він зробив її привабливою в очах поселенців. Однак дівчата у комуні мали право виходити заміж без дозволу батьків і отримувати весільні подарунки від короля. Припускають, що за цими привілеями ховалось бажання забезпечити можливих незаконороджених нащадків.

### Психологічний портрет

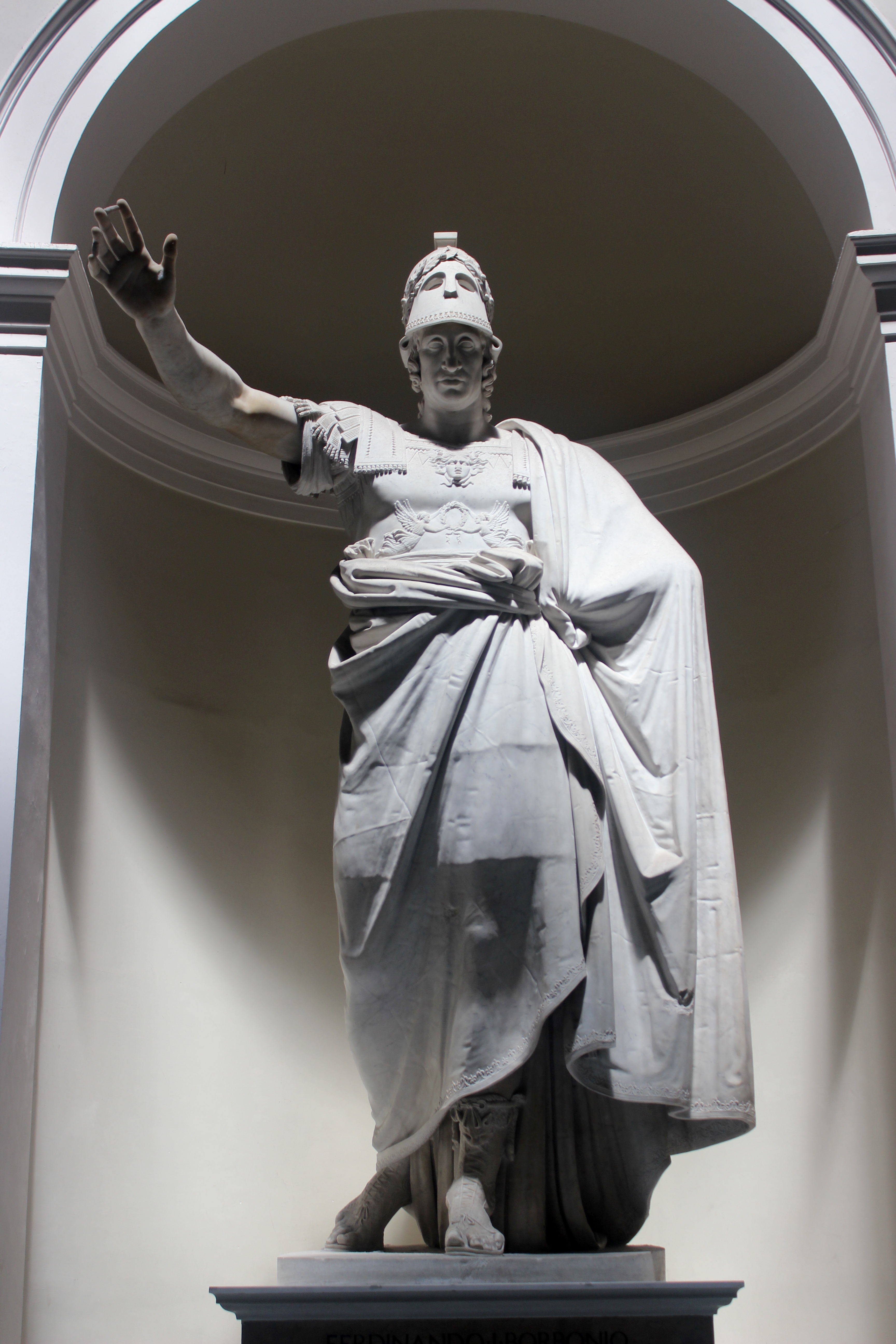
Фердинанд IV в образі Афіни (статуя Антоніо Канови). Король наказав вирізбити цю статую після відвоювання Неаполя у республіканців.

Вади характеру, які так сильно відбивалися на його особистому житті, значною мірою були обумовлені неправильним вихованням короля, яке більше скидалося на зумисне розбещення. Попри постійні подружні зради Фердинанд I дуже любив своїх дітей. Горе з приводу їхніх смертей він висловлював палкіше, ніж їхня мати, однак від неприємностей швидко відходив. Невміння зосереджуватись на важливих справах у нього проявлялось як забудькуватість, яку часто трактували як невдячність.
На політичній арені, залишаючись бляклою тінню своєї дружини, Фердинанд IV тим не менш намагався проводити самостійну політику. На противагу Марії Кароліні, яка у цій царині відстоювала не стільки інтереси Неаполітанського королівства, скільки інтереси Австрійської імперії, тобто батьківського роду Габсбургів, Фердинанд I був палким патріотом. Поєднуючи вкрай консервативні погляди, особливо в тому, що стосувалось монархічних прав і релігії, він тяжів до простого люду, що надавало його правлінню своєрідного «демократичного» відтінку. Особливо прихильним був король до найнижчих верств столиці, так званих лацароні. З цими простолюдинами він запросто спілкувався під час прогулянок в екіпажі, а також дуже полюбляв торгувати власноруч виловленою рибою прямо на набережній Неаполя. Під час відвідин театру Сан-Карло Фердинанд I замовляв спагеті, які вживав на очах у публіки голіруч. На надане йому прізвисько Носатий він ніколи не ображався.
Будучи непослідовним у великодержавницьких питаннях (цьому заважав як брак освіти, так і зовнішні впливи), Фердинанд в окремих випадках виявляв щирість, доброту, справедливість. З іншого боку, Фердинанд I міг бути і скупим. Наприклад, він полюбляв вигравати в карти у значно слабших і бідніших гравців. Полюванням він захоплювався до такої міри, що це впливало на царювання: так, один з його дворян зазнав опали через те, що неправильно поцілив у кабана; за браконьєрство карали смертю; передачу Мальти англійцям монарх пояснив тим, що на ній мало дичини. Крім того, королю не вистачало мужності. У військових справах він уникав ризикованих кроків, а про свій відступ з Риму розповідав не криючись. Пікантність цим розповідям надавало те, що під час втечі він обмінявся одягом з герцогом д'Асколі, наразивши того на смертельну небезпеку, яку сам цілком усвідомлював.
Взагалі Фердинанд I вирізнявся правдолюбністю і невимушеною прямотою, яка часто шокувала оточуючих і порушувала придворний етикет. Поважаючи високе мистецтво, він у ньому погано розумівся. Наприклад, після відвоювання Неаполя у французів, він наказав знаменитому скульптору Антоніо Канова вирізьбити себе в образі богині Афіни. Його улюбленим мистецьким захопленням було облаштування різдвяної шопки (вертепу). Щороку за його наказом робили нову, більшу і кращу за попередні. Один з найбільших різдвяних вертепів короля мав розміри театральної сцени й налічував до сотні фігур.

## Політична діяльність
Як політичний діяч перебував в тіні своєї енергійної дружини Марії Кароліни і її фаворита Актона. Дотримувався вкрай консервативних поглядів.
На його правління припали численні війни з Францією.
Французький письменник Александр Дюма (батько) висвітлив правління Фердинанда I у своєму історичному романі «Луїза Сан-Феліче».